# Haspra
Haspra (ukrainisch Гаспра, russisch Гаспра Gaspra) ist ein Seebad in der Autonomen Republik Krim. 

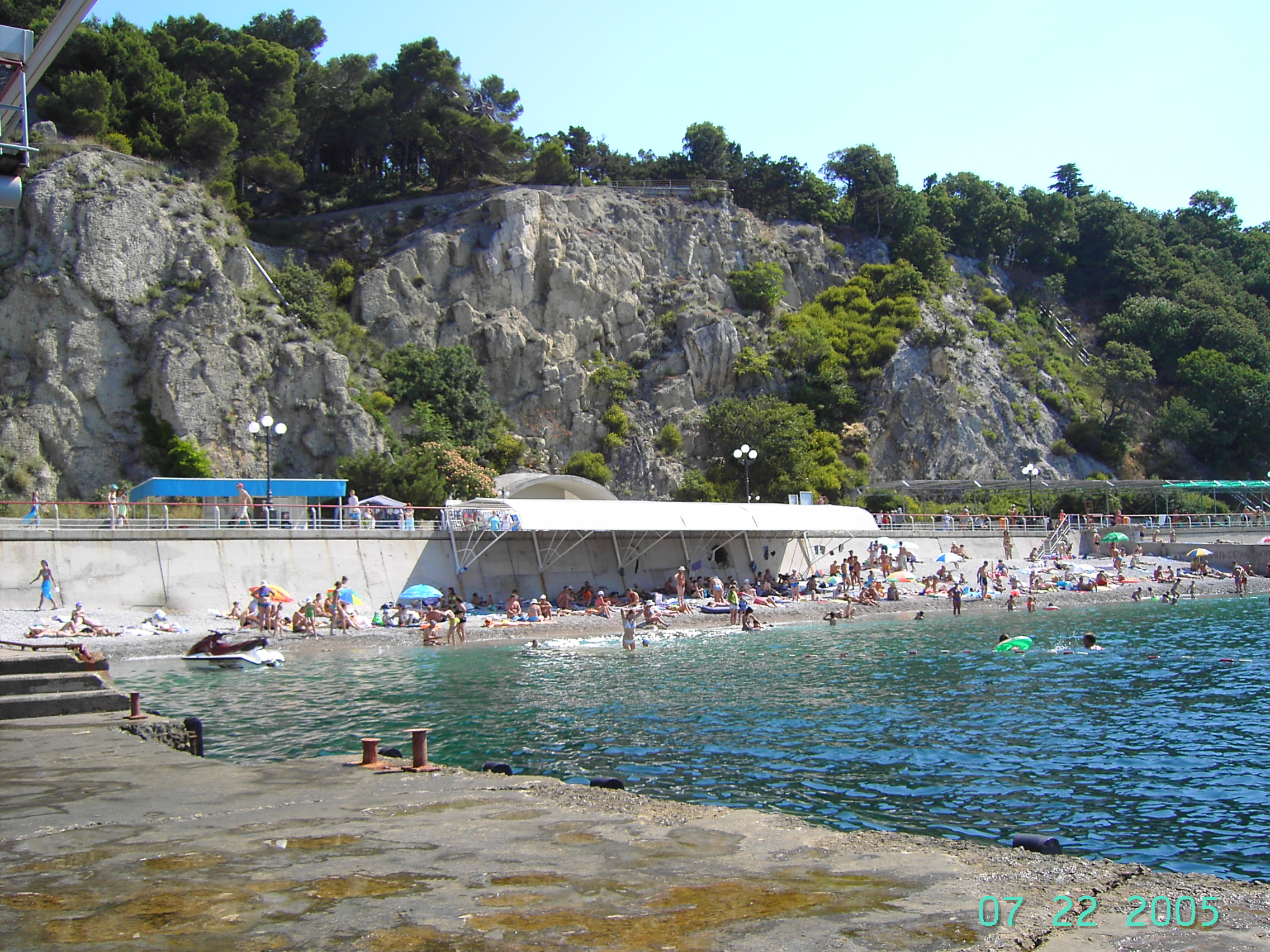
Öffentlicher Strand bei Haspra

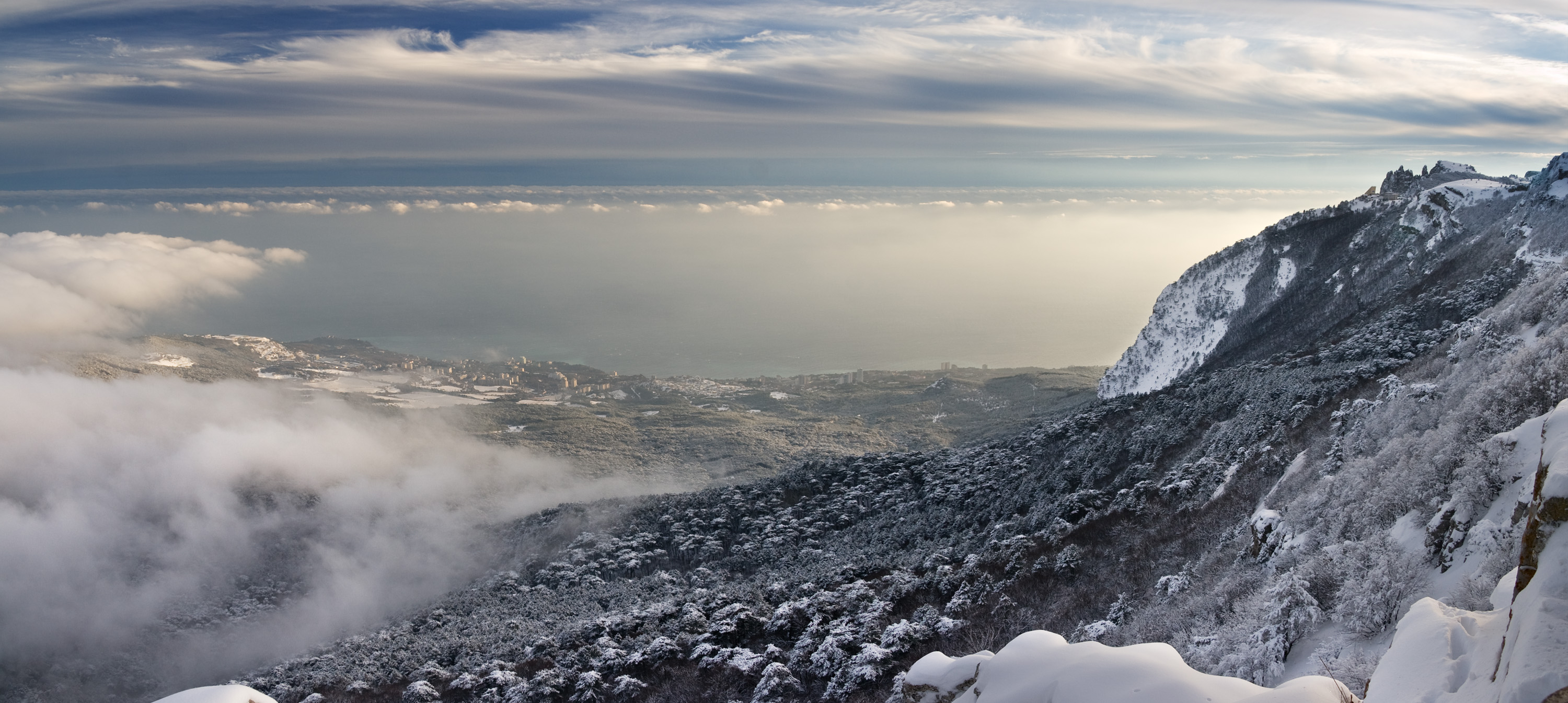
Blick vom Berg Aj-Petri auf Haspra

## Geschichte
Der Komponist Dmitri Dmitrijewitsch Schostakowitsch hielt sich hier 1937 auf und komponierte dabei seine 5. Sinfonie. Auch Leo Tolstoi lebte dort von 1901 bis 1902. In dem kleinen Ort Gaspra ist besonders das Sanatorium „Jasnaja Poljana“ von Bedeutung. 
Nach dem Ort ist der Asteroid (951) Gaspra benannt.

## Sehenswürdigkeiten
In Gaspra befindet sich das Schwalbennest, ein Schloss und mittlerweile ein Wahrzeichen für den Großraum Jalta.